# Elis Juliana

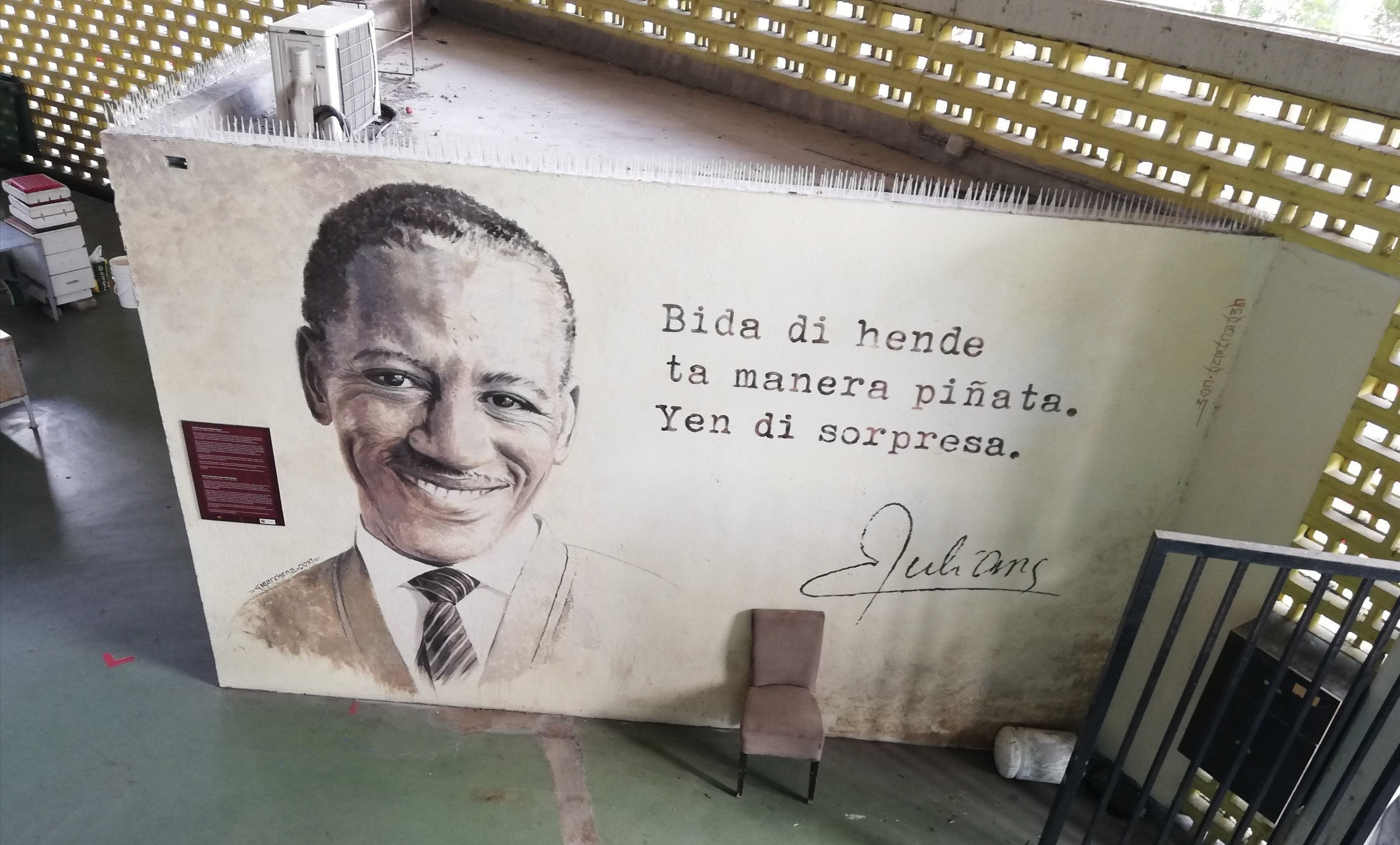
Portret van Elis Juliana door Garrick Marchena op de centrale markt van Willemstad

Elis Juliana (Willemstad, 8 augustus 1927 – aldaar, 23 juni 2013) was een Curaçaos dichter, schrijver, beeldend kunstenaar en archeoloog. Elis schreef gedichten, korte verhalen en haiku's. Hij vertegenwoordigde Curaçao meerdere keren op internationale exposities met beeldhouwwerken en schilderijen. Maar hij was vooral bekend vanwege zijn ritmische gedichten zoals op het ritme van de tumba.

## Leven
Elis Juliana werd op 8 augustus 1927 geboren in "Nieuw Nederland", een stadswijk dichtbij Punda op het eiland Curaçao, dat toentertijd nog deel uitmaakte van de Nederlandse Antillen. Juliana volgde lessen aan de lagere technische school, hierna werd hij leerling-monteur en later leerling-bankwerker. Van 1946 tot 1947 zat hij in militaire dienst. Na zijn militaire dienst keerde hij terug in de metaalbewerking als fijnbankwerker. Tussentijds heeft hij nog korte tijd gewerkt als gevangenbewaarder. Vanaf april 1959 werkte Juliana als klerk bij Bureau Justitiële Jeugdzorg, de voorloper van het Bureau Cultuur en Opvoeding. Hier hield hij zich bezig met volkskunde en archeologie tot zijn pensionering in 1987. Juliana hield zich bezig met etnografie om zo de diverse talen, dialecten en volkeren van Curaçao te kunnen duiden. Zijn belangstelling voor oude Curaçaose muziekinstrumenten en voorwerpen leidde tot de oprichting van een stichting Fundashon Zikinzá geheten, waarvan de collectie bewaard wordt in het Centraal Historisch Archief in Willemstad. Op 18 juni 2013 ontving Juliana een eredoctoraat van de Universiteit van Curaçao voor zijn verdiensten voor de Curaçaose gemeenschap. Nog geen week later op 23 juni 2013 kwam hij te overlijden. Elis Juliana - frequent liefkozend Ompi Elis genoemd, - is 85 jaar oud geworden. 

## Werk
Juliana behoorde samen met Luis Daal en Pierre Lauffer tot de 'Grote Drie' van de Antilliaanse dichtkunst in het Papiaments. In september 2011 verscheen een vertaling in het Nederlands van zijn dichtbundel 'Hé Patu/Waggeleend' vertaald door Fred de Haas. Deze zei over Juliana:

Elis heeft zijn werk altijd in dienst gesteld van de bewustwording van zijn volk. En uit al zijn gedichten blijkt dat hij graag wilde dat mensen zich bewust zijn van hun plek in de geschiedenis.
— Fred de Haas

## Prijzen
Juliana's werk is meermaals bekroond. In 1973 kreeg hij de Cola Debrotprijs voor bijzondere prestaties op het gebied van beeldende kunst. In 1976 werd hij onderscheiden met de Sticusa-prijs om de unieke wijze waarop hij in zijn werk gebruik maakt van ritmische en fonologische eigenschappen van het Papiaments. Verder is hij geridderd in de Orde van Oranje-Nassau, heeft hij een Krus di Mérito Kórsou en ontving hij in Cuba de Premio
José María Heredia. In 2001 ontving hij de Tapushi di oro en in 2008 de Zilveren Anjer.
Sedert 2020 is Elis Juliana, tezamen met Paul Brenneker, opgenomen in een van de vijftig vensters van de Canon van Curaçao als zijnde de pioniers op het gebied van cultureel erfgoed, met name wat betreft het verzamelen en documenteren van informatie en kennis van ouderen.

## Over Elis Juliana
- Joceline Clemencia, Een gewaad van Europese magie over het harnas van Afrikaanse magie: enkele aspecten van religiositeit in de poëzie van Elis Juliana, Plataforma: kwartaalblad van Plataforma di Organisashonnan Antiano, jaargang 4, no. 1 (1987), p. 20–26
- Joceline Clemencia, Perspektiva di morto den poesia di Elis Juliana, Plataforma: kwartaalblad van Plataforma di Organisashonnan Antiano, jaargang 4, no. 4 (1987), p. 15–17
- Joceline Clemencia, Het grote camouflagespel van de OPI : een thematische benadering van de poëzie van Elis Juliana, Leiden 1989, KITLV
- Joceline Clemencia, OPI i e gran kamuflahe: tokante poesia, Curaçao (1989), Sede di Papiamentu, ISBN=978-99904-2-701-1
- Joceline Clemencia, Elis Juliana inbestigado : piedra di mulina, Curaçao 2004, Museo nashonal di arkeologia i antropologia.

- Bibliothèque nationale de France: cb155575809 (data)
- Digitale Bibliotheek voor de Nederlandse Letteren: juli001
- Gemeinsame Normdatei: 1016128452
- International Standard Name Identifier: 0000 0000 0188 9180
- Library of Congress Control Number: n81058828
- Nederlandse Thesaurus van Auteursnamen: 074709356
- RKD-Nederlands Instituut voor Kunstgeschiedenis: 482263
- Système universitaire de documentation: 132276143
- Union List of Artist Names: 500722053
- Virtual International Authority File: 34769311
- WorldCat: E39PBJpDQJyGwc3VtPKc9xyrv3